# Before I Hang
Before I Hang é um filme estadunidense  de 1940, do gênero ficção científica e horror estrelado por Boris Karloff.

## Enredo
Preso e condenado a morte por eutanásia, o Dr. John Garth continua com suas experiências na prisão em busca de um soro que detenha o processo de envelhecimento. Um dia antes de ser executado ele se oferece como cobaia para testar o soro que havia sido misturado ao sangue de um assassino. Para surpresa geral, ele começa a rejuvenescer. Infelizmente o soro tem um efeito colateral, criando nele desejos assassinos.

## Elenco
- Boris Karloff.......Dr. John Garth
- Evelyn Keyes.......Martha Garth
- Bruce Bennett.......Dr. Paul Ames
- Edward Van Sloan.......Dr. Ralph Howard
- Ben Taggart.......Warden Thompson
- Pedro de Cordoba.......Victor Sondini
- Wright Kramer.......George Wharton
- Bertram Marburgh.......Stephen Barclay
- Don Beddoe.......Capt. McGraw